# Bahnstrecke Soltau–Neuenkirchen
| Streckennummer (DB): | 9171                    |                           |                          |
| Kursbuchstrecke (DB): | 209e (1957) 209a (1960) |                           |                          |
| Streckenlänge: | 11,9 km                 |                           |                          |
| Spurweite: | 1435 mm (Normalspur)    |                           |                          |
| |                         |                           |                          |
| \| \| \| von Uelzen \| \| \| \| \| von Lüneburg, von Celle \| \| \| \| \| von Buchholz \| \| \| \| \| \| \| \| \| 0,0 \| Soltau (Han) / Soltau Süd \| 61,12 m \| \| \| \| nach Walsrode \| \| \| \| \| nach Bremen \| \| \| \| 4,6 \| Wiedingen \| Wiedingen \| \| \| 6,3 \| Ellingen (Kr Soltau) \| Ellingen (Kr Soltau) \| \| \| 9,2 \| Gilmerdingen ab 1947 \| Gilmerdingen ab 1947 \| \| \| 11,9 \| Neuenkirchen (Kr Soltau) \| Neuenkirchen (Kr Soltau) \| |                         |                           |                          |
| Strecke |                         | von Uelzen                | von Uelzen               |
| Strecke · Strecke von links |                         | von Lüneburg, von Celle   | von Lüneburg, von Celle  |
| Abzweig geradeaus und von rechts · Dienststation / Betriebs- oder Güterbahnhof |                         | von Buchholz              | von Buchholz             |
| Abzweig geradeaus und von links · Abzweig ehemals geradeaus und nach rechts |                         |                           |                          |
| Bahnhof · Bahnhof (Strecke außer Betrieb) | 0,0                     | Soltau (Han) / Soltau Süd | 61,12 m                  |
| Abzweig geradeaus und nach links · Kreuzung geradeaus oben (Strecke geradeaus außer Betrieb) |                         | nach Walsrode             | nach Walsrode            |
| Strecke nach links · Kreuzung geradeaus oben (Strecke geradeaus außer Betrieb) |                         | nach Bremen               | nach Bremen              |
| Haltepunkt / Haltestelle (Strecke außer Betrieb) | 4,6                     | Wiedingen                 | Wiedingen                |
| Haltepunkt / Haltestelle (Strecke außer Betrieb) | 6,3                     | Ellingen (Kr Soltau)      | Ellingen (Kr Soltau)     |
| Haltepunkt / Haltestelle (Strecke außer Betrieb) | 9,2                     | Gilmerdingen ab 1947      | Gilmerdingen ab 1947     |
| Kopfbahnhof Streckenende (Strecke außer Betrieb) | 11,9                    | Neuenkirchen (Kr Soltau)  | Neuenkirchen (Kr Soltau) |

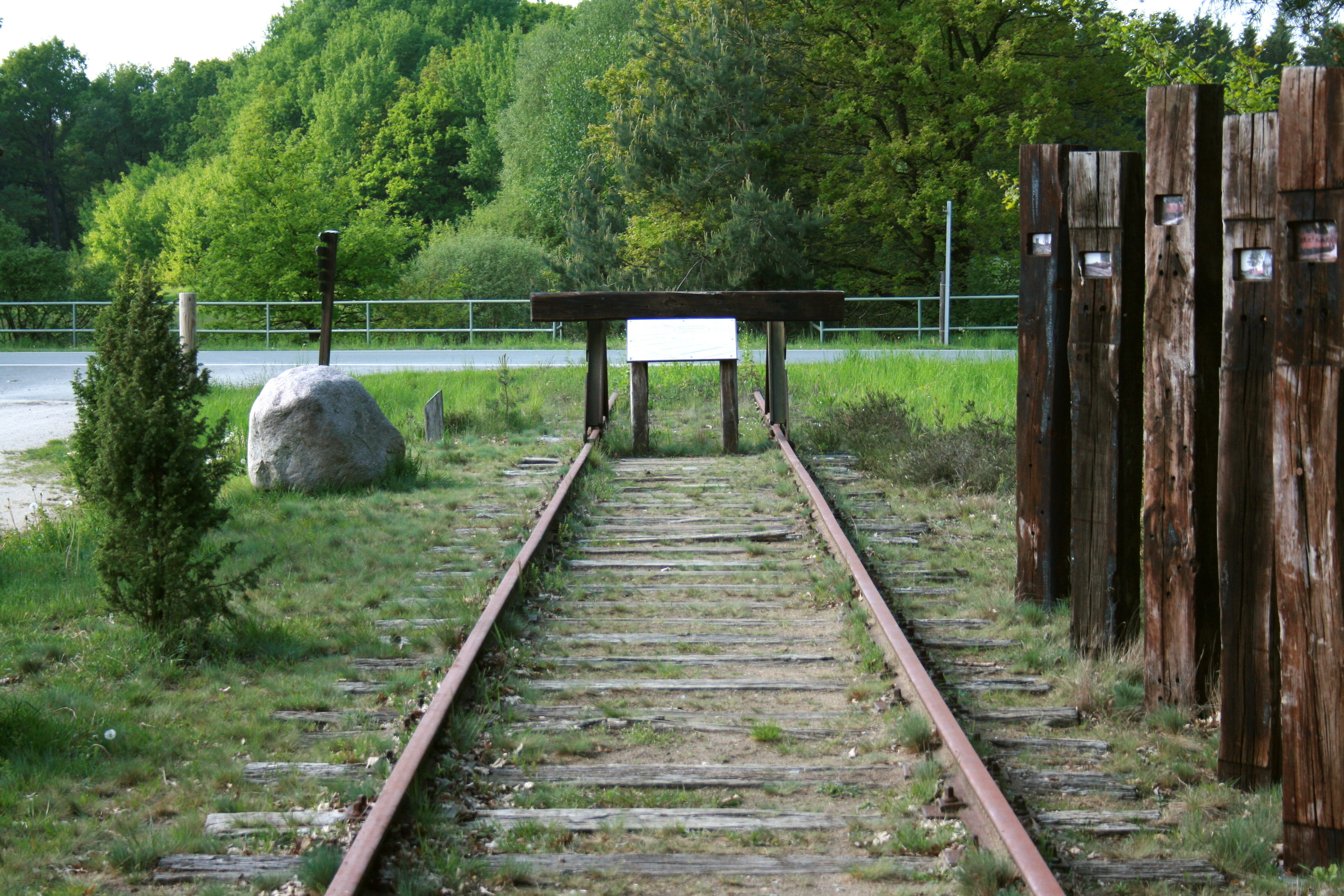
Denkmal für die ehemalige Bahnstrecke in Neuenkirchen

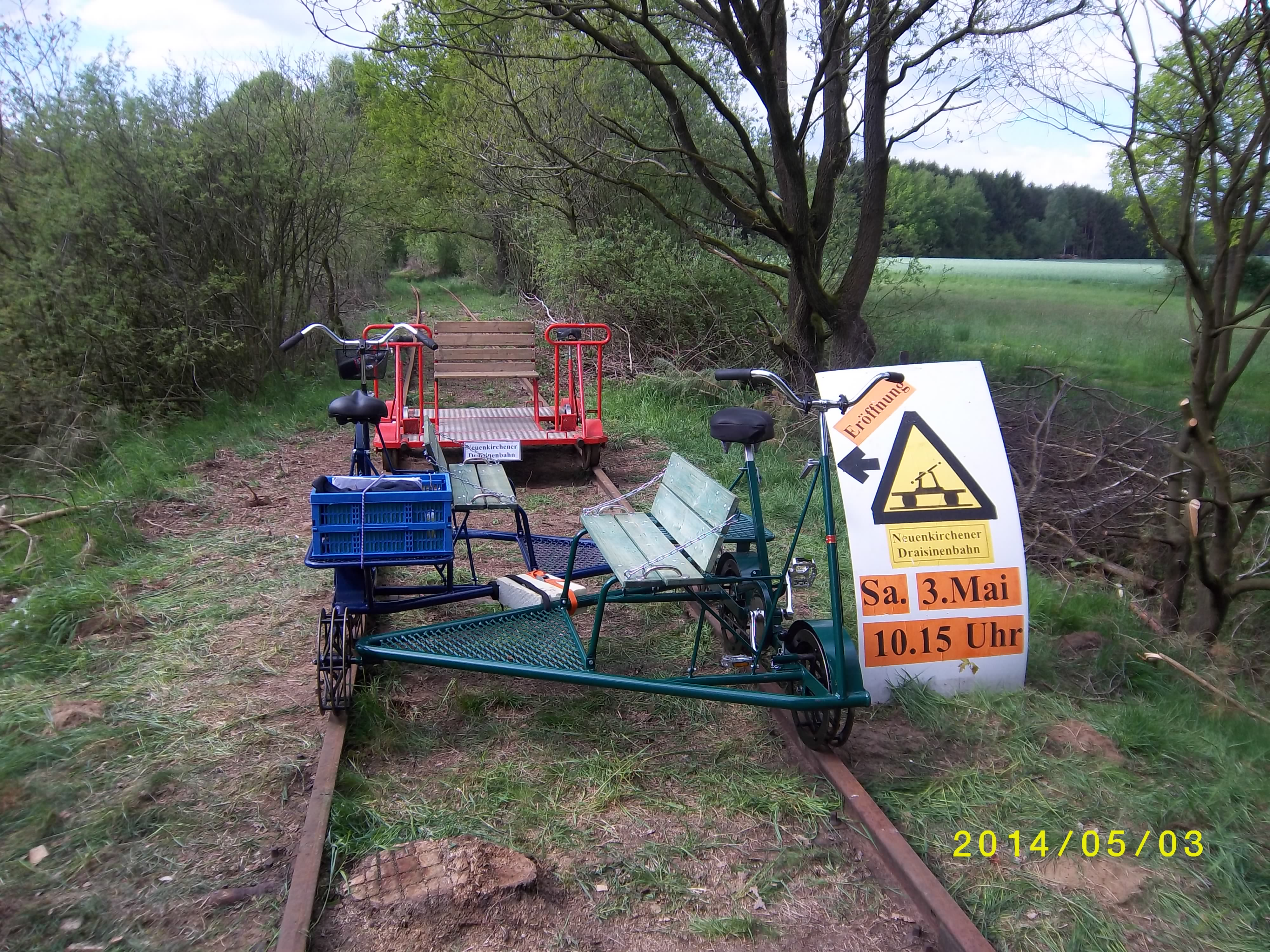
Eröffnung am 3. Mai 2014 der Neuenkirchener Draisinenbahn. Das Schienenfahrrad war eine Leihgabe von der Böhmetalbahn und die beiden schwedischen Fahrraddraisinen eine Leihgabe von den Hamburgischen Draisinenbahnfreunden, letztere befinden sich mittlerweile in Wietzendorf beim dortigen Besitzer.

Die Bahnstrecke Soltau–Neuenkirchen war eine normalspurige Strecke der Osthannoverschen Eisenbahnen (OHE).

## Geschichte
Nachdem schon beim Bau der Kleinbahn Lüneburg–Soltau eine Verlängerung nach Neuenkirchen (Kr Soltau) oder Rotenburg (Wümme) erwogen worden war, wurden 1913 vom Königreich Preußen, der Provinz Hannover und dem Landkreis Soltau Gelder bereitgestellt, um die Kleinbahn Soltau–Neuenkirchen GmbH gründen zu können. Im Jahre 1914 begannen die Bauarbeiten, die jedoch im Ersten Weltkrieg nicht vollendet werden konnten. Zwar gab es seit Jahresbeginn 1917 einen provisorischen Bahnbetrieb, aber erst am 15. Mai 1920 konnte die Strecke offiziell in Betrieb genommen werden. Der Bahnhof Neuenkirchen war ortsfern angelegt worden, um einen Weiterbau nach Norden möglich zu machen. Kriegsbedingt waren die verbauten Schwellen mit einer Salzlösung statt mit Teeröl imprägniert worden, so dass sie schon zehn Jahre später ersetzt werden mussten.
Die Betriebsführung der Strecke übernahm die Kleinbahn Lüneburg–Soltau, die die Lokomotiven, später auch das Personal stellte. Am 1. Juni 1923 ging die Betriebsführung für beide Bahnen auf das Landeskleinbahnamt Hannover über. Schon 1928 wurde der spärliche Personenverkehr eingestellt, weil nur rund 5.300 Reisende im ganzen Jahr gezählt wurden. Allerdings weist die Statistik auch später noch geringe Reisendenzahlen aus, weil offenbar eine Mitfahrgelegenheit im Zugführerwagen der Güterzüge bestand. Zum 1. Januar 1944 erfolgte der Zusammenschluss der beiden Kleinbahnen zur Lüneburg-Soltauer Eisenbahn GmbH, die ab 10. Juli 1944 Teil der Osthannoverschen Eisenbahnen AG wurde.
Nach dem Zweiten Weltkrieg begann am 1. April 1947 wieder regulärer Personenverkehr; es verkehrten werktags fünf bis sechs, sonntags drei bis vier Zugpaare. Diese Fahrten wurden zum 28. Mai 1961 eingestellt, weil der Personenbahnhof Soltau Süd aufgegeben wurde. Während die OHE-Züge von Lüneburg und Celle seitdem in den Bundesbahnhof Soltau (Han) einfuhren, wäre dies von Neuenkirchen nur mit „Kopfmachen“ möglich gewesen.
Der Güterverkehr war immer mäßig, er beschränkte sich überwiegend auf landwirtschaftliche Produkte und Lieferungen für den Landhandel. Am 15. Januar 1986 wurde der Gesamtverkehr eingestellt, zum 1. April 1996 wurde die Strecke offiziell stillgelegt und 2006 zwischen Neuenkirchen, B 71 und bis einschließlich des Haltepunkts Wiedingen abgebaut. Im Bahnhofsbereich Neuenkirchen wurde das verbliebene Gleis ebenfalls 2006 abgebaut, Ende Dezember 2012 wurde das Empfangsgebäude abgerissen. Zwischen dem Haltepunkt Wiedingen bis in den Wald vor der Bahnstrecke Soltau–Bremen liegt das Gleis noch (Stand: Dezember 2012). Mit Stand April 2017 ist das noch verbliebene Restgleis bis auf ein Teilstück, das noch auf dem Bahndamm neben einem Acker als Fragment liegt und bis in den Wald in Richtung Bahnhof Soltau (Han) führt, inzwischen komplett verschwunden. Die noch verbliebenen Gleise dürfen aufgrund des Landschaftsschutzes weder entfernt werden noch touristisch, z. B. für eine Draisinenbahn genutzt werden. 2023 wurde der Prellbock von dem Viehverladegebäude bei der Delmser Dorfstraße zum Bahnhof der Neuenkirchener Draisinenbahn umgesetzt und an das bestehende Gleis der Draisinenbahn angeschlossen.

## Nachnutzung
Auf der Trasse wurde teilweise ein Wanderweg angelegt. In der Gemeinde Neuenkirchen wurde er im Oktober/November 2013 zwischen dem ehemaligen Bahnübergang nach dem heutigen Aussichtsturm (südlich Leverdingen)  beginnend in Richtung Gemeindegrenze aufgehoben. Somit ist der Wanderweg nur auf dem Teilstück von der B 71 bis zum Bahnübergang nach dem Aussichtsturm noch erhalten geblieben.
Am 3. Mai 2014 wurde auf 930 Meter Gleis in Neuenkirchen zwischen dem Freibad und der B 71 die Neuenkirchener Draisinenbahn eröffnet. Seit dem 3. Oktober 2014 ist die Verlängerung auf 1060 Meter betriebsfähig. Die Draisinenbahn verkehrte an Fahrbetriebstagen an jedem ersten Samstag im Monat von April bis einschließlich November. Inzwischen nur noch von April bis einschließlich Oktober.

## Schienenfahrzeuge
Unter anderem wurde auf der Strecke der DT 502 eingesetzt, der von der Waggonfabrik Talbot mit der Fabriknummer 78007 1934 gebaut worden war. Seine Bauart ist A1-dm. Am letzten Betriebstag des Personenverkehres wurde dieser Triebwagen eingesetzt. Nach mehreren Zwischenstationen ist er im Besitz der Arbeitsgemeinschaft Verkehrsfreunde Lüneburg (2013).